# Whutcha Want?
Whutcha Want? – debiutancki singiel amerykańskiego rapera Nine'a, wydany 24 stycznia 1995 roku nakładem wytwórni Profile Records. Utwór znalazł się na albumie Nine Livez.

## Lista utworów
Opracowano na podstawie źródła
1. Whutcha Want? (Album Version) - 4:53
2. Whutcha Want? (Instrumental) - 4:52
3. Redrum - 4:45
4. Me, Myself And My Microphone (Demo Mix) - 3:52
5. Whutcha Want? (Street Remix) - 4:46
6. Whutcha Want? (Radio Remix) - 4:42

## Sample
- "Sittin' On the Dock of the Bay" w wykonaniu Otisa Reddinga
- "Spinning Wheel" w wykonaniu Lonniego Listona Smitha
- "Catch a Groove" w wykonaniu Juice
- "Best of My Love" w wykonaniu The Emotions